# Håkon Endreson
Håkon (Haakon) Riofe Endreson (Vestre Aker, Oslo, 16 de febrer de 1891 – Bærum, Akershus, 18 de març de 1970) va ser un gimnasta artístic noruec que va competir a començaments del segle xx.
El 1920 va prendre part en els Jocs Olímpics d'Anvers, on va guanyar la medalla de plata en el concurs per equips, sistema lliure del programa de gimnàstica.